# Karl Walter Diess
Karl Walter Diess (25 de enero de 1928 - 30 de marzo de 2014) fue un actor austriaco.

## Biografía
Nacido en Salzburgo, Austria, Karl Walter Diess completó sus estudios de secundaria y se formó como actor en el Mozarteum de su ciudad natal. Tras actuar siete años en el Deutsches Theater de Gotinga bajo la dirección de Heinz Hilpert, fue contratado para trabajar en el Residenztheater de Múnich, conjunto en el que permaneció once años. A lo largo de su trayectoria hizo numerosas giras y actuaciones como intérprete invitado en los teatros en lengua alemana de mayor fama, destacando sus actuaciones en el Teatro de Cámara de Múnich y en el Festival de Bad Hersfeld.
Diess llegó a ser conocido del gran público gracias a sus numerosos papeles en la televisión. Su primer trabajo en el cine fue la película de 1955 Banditen der Autobahn. Posteriormente actuó en numerosas producciones cinematográficas y televisivas, siendo actor regular en series televisivas de temática criminal como Der Alte, Tatort, Derrick o Der Kommissar.
Alcanzó su mayor popularidad con el papel de Dr. Schäfer en la serie Die Schwarzwaldklinik, aunque también son notables sus actuaciones en Das Traumschiff y Auf Achse, y en películas basadas en novelas de Rosamunde Pilcher.
Diess fue también un conocido actor de voz, doblando a Roger Moore y Christopher Plummer, entre otros. Además, participó en numerosas producciones radiofónicas, incluidas series juveniles como Die drei ??? y TKKG, siendo también Man-At-Arms en Masters of the Universe.
Karl Walter Diess se casó con la actriz Miriam Spoerri, con la que tuvo una hija. El actor falleció en marzo de 2014 en Fráncfort del Meno, Alemania, a causa de una neumonía. Tenía 86 años de edad.

## Filmografía (selección)
- 1955 : Banditen der Autobahn
- 1961 : Die Journalisten (telefilm)
- 1963 : Dantons Tod (telefilm)
- 1967 : Die fünfte Kolonne (serie TV), episodio Ein Anruf aus der Zone
- 1967 : Das Kriminalmuseum (serie TV), episodio Die rote Maske
- 1969 : Epitaph für einen König (telefilm)
- 1969 : Der Kommissar (serie TV), episodio Die Schrecklichen
- 1969 : Der Fall Liebknecht – Luxemburg (telefilm)
- 1970 : 11 Uhr 20 (miniserie TV)
- 1971 : Die drei Gesichter der Tamara Bunke (telefilm)
- 1971 : Liebe ist nur ein Wort
- 1971 : Und Jimmy ging zum Regenbogen
- 1971 : Merkwürdige Geschichten (serie TV), episodio Die verhexte Bahnstation
- 1972 : Das Geheimnis der Mary Celeste (telefilm)
- 1972 : Die merkwürdige Lebensgeschichte des Friedrich Freiherrn von der Trenck (miniserie TV)
- 1972 : Die rote Kapelle (miniserie TV)
- 1973 : Supermarkt
- 1973 : Der Kommissar (serie TV), episodio Schwarzes Dreieck
- 1974 : Magdalena – vom Teufel besessen
- 1974 : Die Antwort kennt nur der Wind
- 1975 : Die Stadt im Tal (miniserie TV)
- 1975 : Ludwig Ganghofer: Der Edelweißkönig
- 1975 : Derrick (serie TV), episodio Kamillas junger Freund
- 1976 : Derrick (serie TV), episodio Pecko
- 1976 : Taxi 4012 (telefilm)
- 1976 : Anita Drögemöller und die Ruhe an der Ruhr
- 1977 : Das Rentenspiel (telefilm)
- 1977 : Derrick (serie TV), episodio Inkasso
- 1977 : Tatort (serie TV), episodio Flieder für Jaczek
- 1978 : Wallenstein (miniserie TV)
- 1979 : Derrick (serie TV), episodio Die Puppe
- 1979 : Derrick (serie TV), episodio Ein Kongress in Berlin
- 1979 : Der Alte (serie TV), episodio Pensionstod
- 1980 : Polizeiinspektion 1 (serie TV), episodio Das Denkrohr
- 1981 : Dr. Margarete Johnsohn (telefilm)
- 1981 : Derrick (serie TV), episodio Tod eines Italieners
- 1982 : Der Alte (serie TV), episodio Die Beute
- 1982 : Schwarz Rot Gold (serie TV), episodio Kaltes Fleisch
- 1983 : Der Trotzkopf (miniserie TV)
- 1983 : Das Traumschiff (serie TV), episodio Marokko
- 1985 : Der Fahnder (serie TV), episodio Der Parasit
- 1985 : Die Schwarzwaldklinik (serie TV)
- 1985 : Tatort (serie TV), episodio Baranskis Geschäft
- 1985 : Tatort (serie TV), episodio Tod macht erfinderisch
- 1986 : Auf Achse (serie TV), varios episodios
- 1986 : Derrick (serie TV), episodio Der Augenzeuge
- 1989 : Fabrik der Offiziere (miniserie TV)
- 1990 : Bismarck (miniserie TV)
- 1995 : Eine Frau wird gejagt (serie TV)
- 1997 : Der Coup (telefilm)
- 2001 : Du oder keine (telefilm)
- 2002 : Singapur-Express – Geheimnis einer Liebe (telefilm)
- 2005 : Die Schwarzwaldklinik – Die nächste Generation (telefilm)